# Geografia da Guatemala
A Guatemala, com exceção das áreas perto do litoral, é um país montanhoso. Seu clima é quente e tropical, mais temperado nas terras altas. 
A maior parte das cidades principais situa-se na metade sul do país; as maiores cidades são a Cidade da Guatemala, Quetzaltenango e Escuintla. O grande lago Izabal fica perto da costa caribenha.

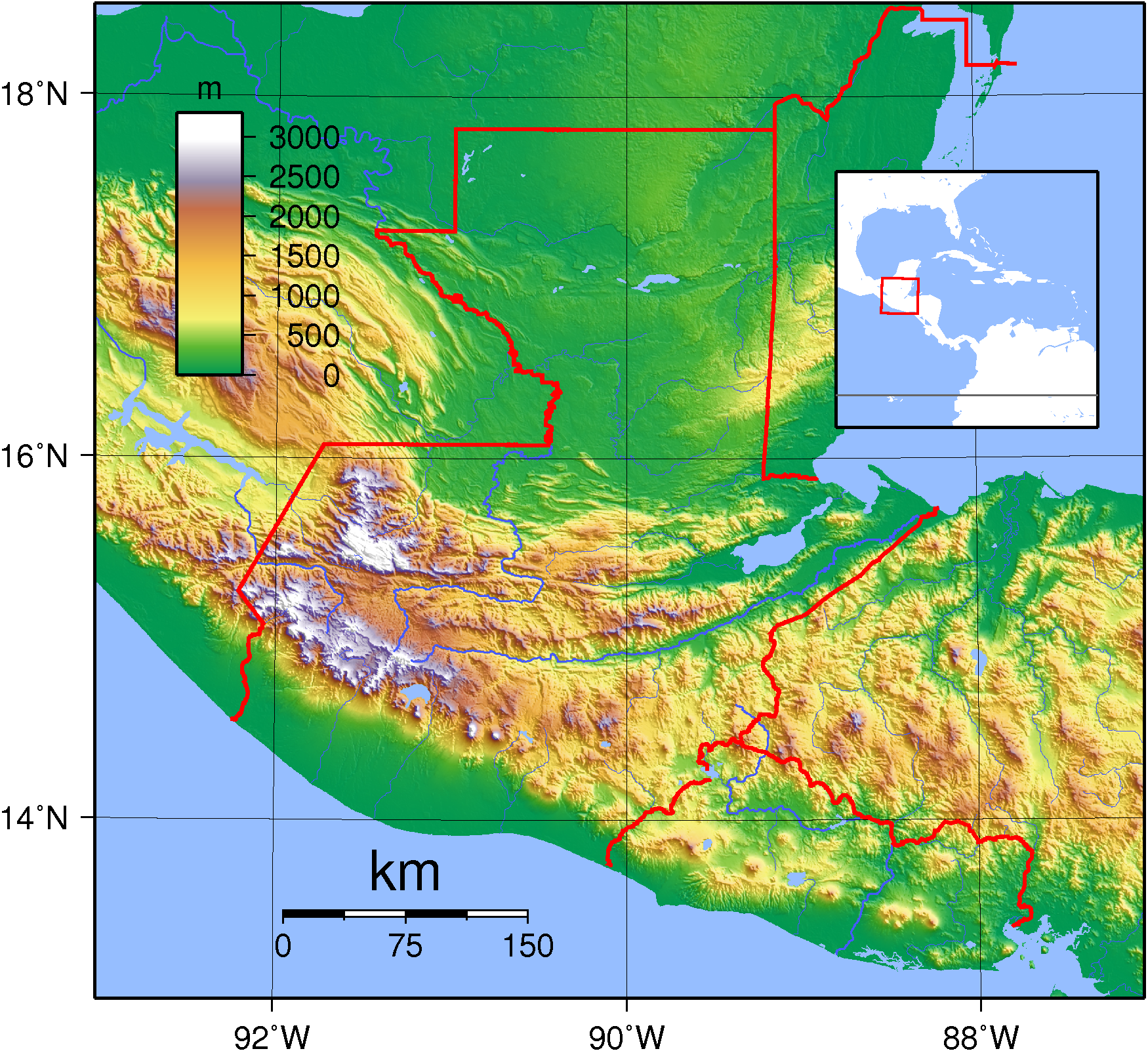
Mapa topográfico da Guatemala.